# Konkurrencefiskeri
Konkurrencefiskeri kan være en form for medefiskeri, hvor der fiskes inden for et givet tidsrum, hvorefter den enkelte fiskers fangst gøres op i total vægt. Fiskene opbevares under fiskeriet i et ruseformet net (keepnet) og udsættes igen efter indvejning. Der konkurreres således ikke om at fange de største fisk, men om at fiske mest effektivt. En konkurrencefisker vil tyspisk have flere fiskemetoder til rådighed i form af forskellige stangtyper (match, pole polefiskeri, take-a-part og bundmede), og valg af metode vil være en afvejning af muligheden for at fange få store eller mange mindre fisk.
Fiskeren skal fiske samme sted under hele konkurrencen, og pladserne fordeles ved lodtrækning inden starten. 
Konkurrencer afholdes typisk ved brede åer og kanaler samt større søer, hvor der findes en række af ensartede fiskepladser på en sammenhængende strækning. 
Der fiskes normalt kun efter fredsfisk (karpefisk) som bl.a. skalle, brasen, suder, rimte samt aborre.